# Yvette Grimaud
Yvette Grimaud (ur. 29 stycznia 1922 w Algierze, zm. 19 lutego 2012 w Villiers-le-Bel) – francuska kompozytorka i pianistka, etnomuzykolożka.

## Życiorys
Studiowała w paryskim konserwatorium do 1941 roku, uczyła się u Oliviera Messiaena. Koncertowała w Europie od 1934 roku. Przeprowadziła się z rodzinnego miasta do Paryża. Pisała i wykonywała kompozycje przeznaczone na fale Martenota. Była pierwszą wykonawczynią dwóch dzieł Pierre’a Bouleza w 1946 roku w Paryżu (12 notations i Trois psalmodies  – pierwsze publiczne wykonanie muzyki tego kompozytora – 12 lutego 1946 roku), a także premierowego wykonania pierwszej sonaty André Joliveta. 28 listopada 1951 roku wraz z Pierrem Boulezem, Claude’em Helfferem oraz Iną Mariką dokonała prawykonania Deuxième fragment symphonique op. 24 autorstwa Iwana Wyszniegradskiego na cztery fortepiany (z czego dwa przestrojone o ćwierć tonu).
Porzuciła karierę pianistki na rzecz badań etnomuzykologicznych. Była pierwszą zagraniczną badaczką, której udało się podróżować po Gruzińskiej Socjalistycznej Republice Radzieckiej – nagrała tamże blisko 400 gruzińskich pieśni ludowych, podróżowała wówczas z gruzińskim folklorystą Grigolem Czchikwadzem. Interesowała ją gruzińska polifonia. Badała także tradycje muzyczne Pigmejów Babinga. W latach 60. XX wieku prowadziła kurs muzyki ludowej w lyońskim konserwatorium.

## Twórczość
Zajmowała się eksperymentami w dziedzinie techniki ćwierćtonowej. Wybrane dzieła:
- 4 Chants d'Espace na głos, fale Martenota i perkusję (1947)
- Musique sur le Nom de Jean-Claude Touche na głosy żeńskie, fale Martenota i kotły[1]
- Chant de Courbes na dwoje fal Martenota i kotły[1]